# Las Playitas
Las Playitas är en ort i Mexiko.   Den ligger i kommunen Tumbiscatío och delstaten Michoacán de Ocampo, i den södra delen av landet, 400 km väster om huvudstaden Mexico City. Las Playitas ligger 1 238 meter över havet och antalet invånare är 382.
Terrängen runt Las Playitas är kuperad åt nordost, men åt sydväst är den bergig. Las Playitas ligger nere i en dal. Runt Las Playitas är det mycket glesbefolkat, med 7 invånare per kvadratkilometer. Det finns inga andra samhällen i närheten. I omgivningarna runt Las Playitas växer i huvudsak städsegrön lövskog.